# WordStar
WordStar était un logiciel de traitement de texte édité par MicroPro International, conçu à l'origine pour le système d'exploitation CP/M, mais plus tard porté sous DOS, qui occupa une part de marché dominante du début au milieu des années 1980. Bien que Seymour I. Rubinstein fût le principal actionnaire de la compagnie, Rob Barnaby était le seul auteur des premières versions du programme. À partir de la version 4.0, le logiciel a été basé sur un nouveau code, écrit principalement par Peter Mierau.
Il fut livré en standard dans le pack de logiciels de l'Osborne 1 pour le prix de l'appareil, premier ordinateur personnel transportable sorti en 1982.
George R. R. Martin, auteur de la série Le Trône de fer, utilise toujours Wordstar 4.0.
L'interface reposait sur un affichage semi-graphique. Comme le montre l'illustration ci-contre, Wordstar reposait sur un éditeur modal : le passage ou la sortie du mode insertion requérait une combinaison de touches (ctrl, shift, F5 etc. ). Peu après le milieu des années 1980, les éditeurs Wysiwyg ont relégué cette génération de traitement de texte.

## Les versions
Voici une listes des différentes versions de WordStar qui sont sorties au cours des années pour une variété d'ordinateurs.
- WordStar 1.0 pour CP/M (1978)
- WordStar 2.0 pour CP/M (1978)
- WordStar pour TRS-80 LDOS (1979)
- WordStar pour Epson Personal Computer (1980)
- WordStar  pour Osborne 1 Portable Computer (1981)
- WordStar 3.0 pour CP/M et MS-DOS (1982)
- WordStar 3.3 pour CP/M et MS-DOS (1983)
- WordStar pour PCjr (1984)
- WordStar 2000 pour MS-DOS
- WordStar 2000pour AT&T UNIX (1985)
- WordStar Express pour MS-DOS (1986)
- WordStar 2000 Sortie 2 pour MS-DOS (1986)
- WordStar 2000 Sortie Plus 3.5 pour MS-DOS (1987)
- WordStar 4 pour CP/M et MS-DOS (1987)
- WordStar 5 pour MS-DOS (1988)
- WordStar 6 pour MS-DOS (1990)
- WordStar pour Windows 1.0 (1991)
- WordStar pour Windows 1.1 (1991)
- WordStar 7 pour MS-DOS (1992)
- WordStar pour Windows 1.5 (1992)
- WordStar pour Windows 2.0 (1994)